# Prauthoy
Prauthoy korábbi község Franciaországban, Haute-Marne megyében. Lakosainak száma 408 fő (2018. január 1.).
2016. január 1-jén Montsaugeon és Vaux-sous-Aubigny korábbi községgel egyesült és az így létrejött Le Montsaugeonnais új község része lett.

## Népesség
A település népességének változása:
| Lakosok száma | 428  | 410  | 448  | 520  | 514  | 508  | 491  | 1302 | 479  | 408  |
|               | 1962 | 1968 | 1975 | 1990 | 1999 | 2008 | 2013 | 2016 | 2017 | 2018 |